# ميديولانيوم فوروم
ميديولانيوم فوروم (بالإيطالية: Mediolanum Forum)‏ صالة رياضية تستخدم لرياضة كرة السلة وتقام فيها أحياناً عدد من الفعاليات الرياضية، تقع في مدينة أساغو التابعة إلى مقاطعة ميلانو في إيطاليا، تتسع الصالة إلى 12,700 متفرج، وهي الصالة الرسمية لنادي أولمبيا ميلانو الذي يلعب في ليغا باسكيت الدرجة الأولى، تم افتتاح الصالة سنة 1990.

## معرض صور

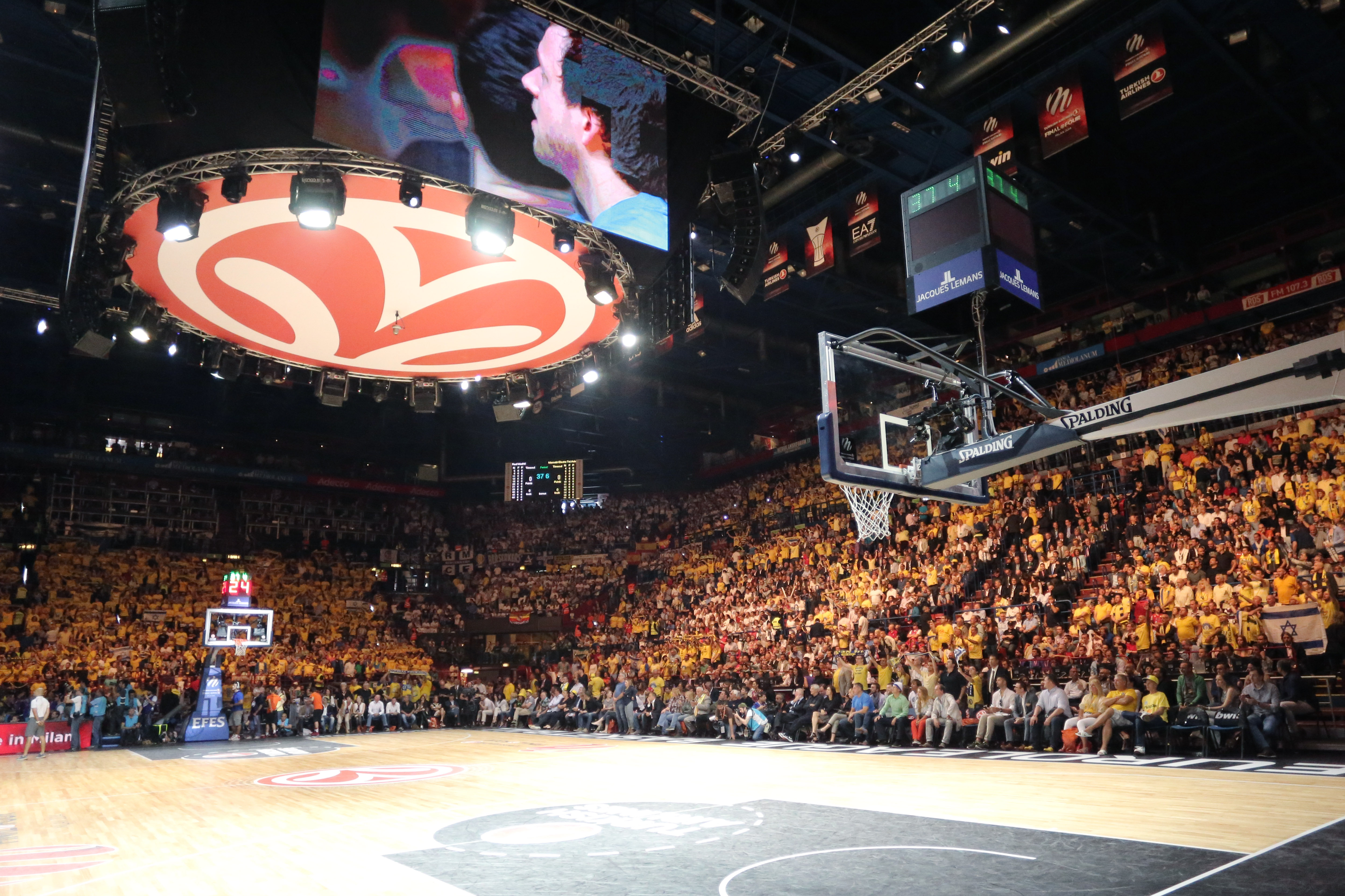
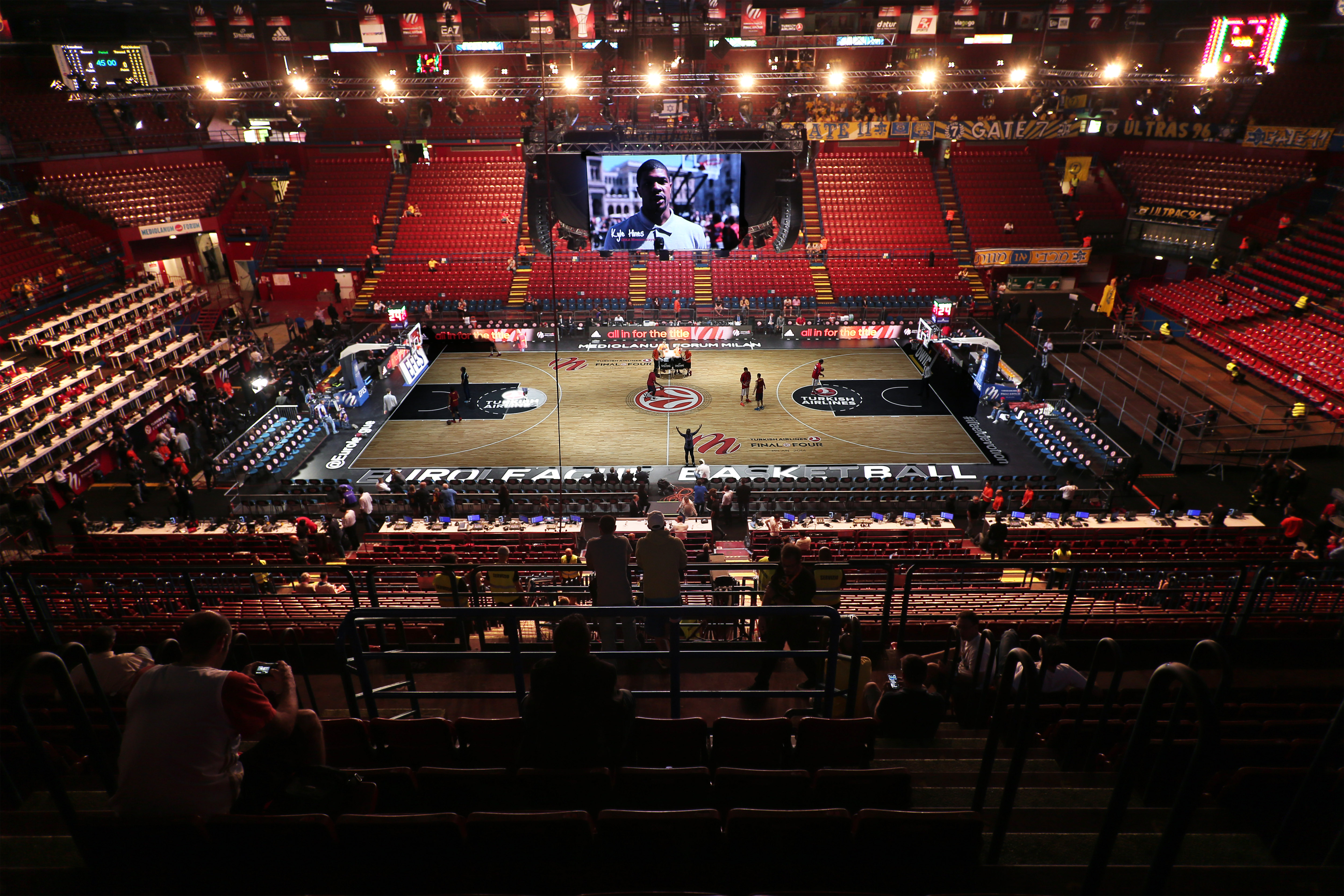
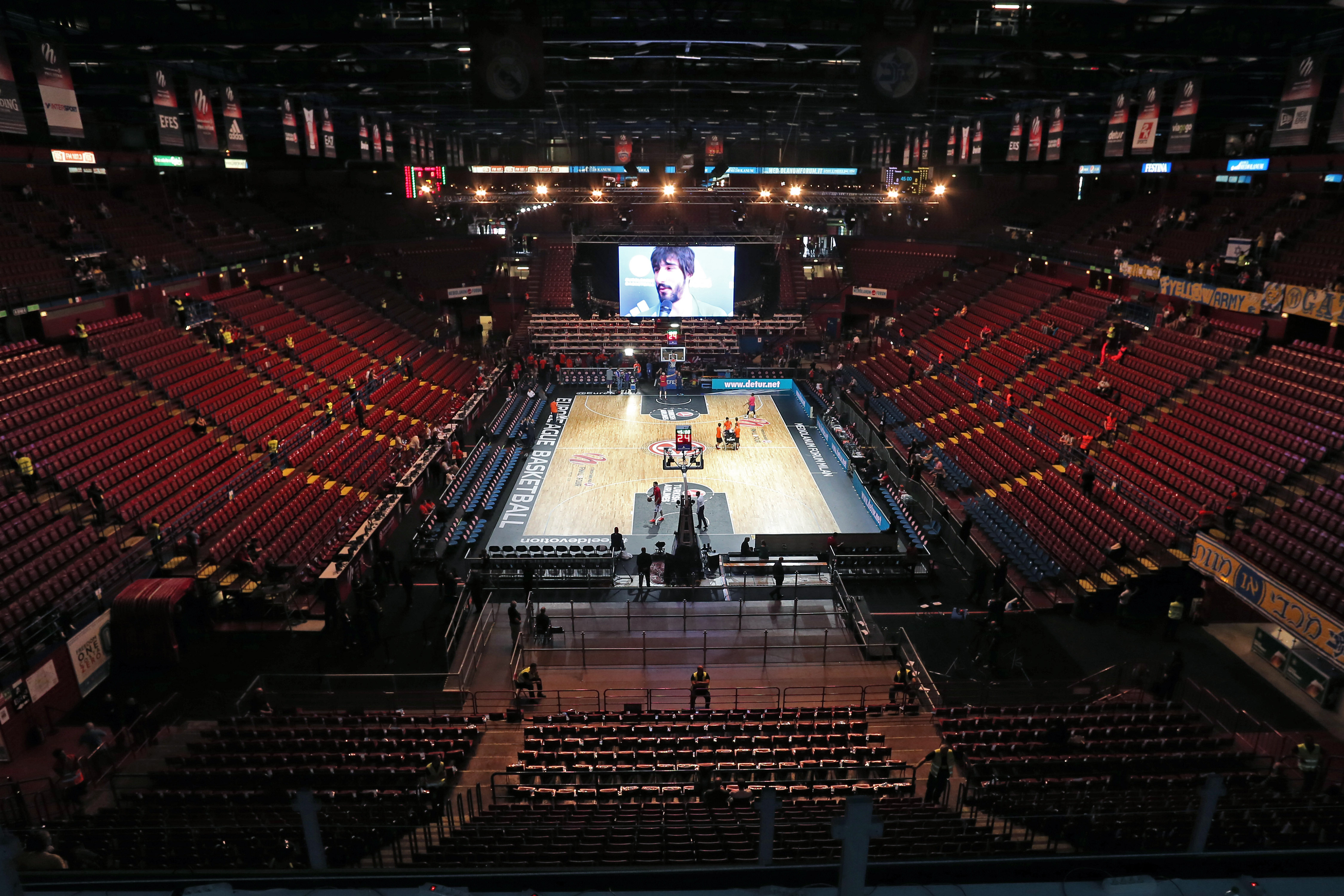
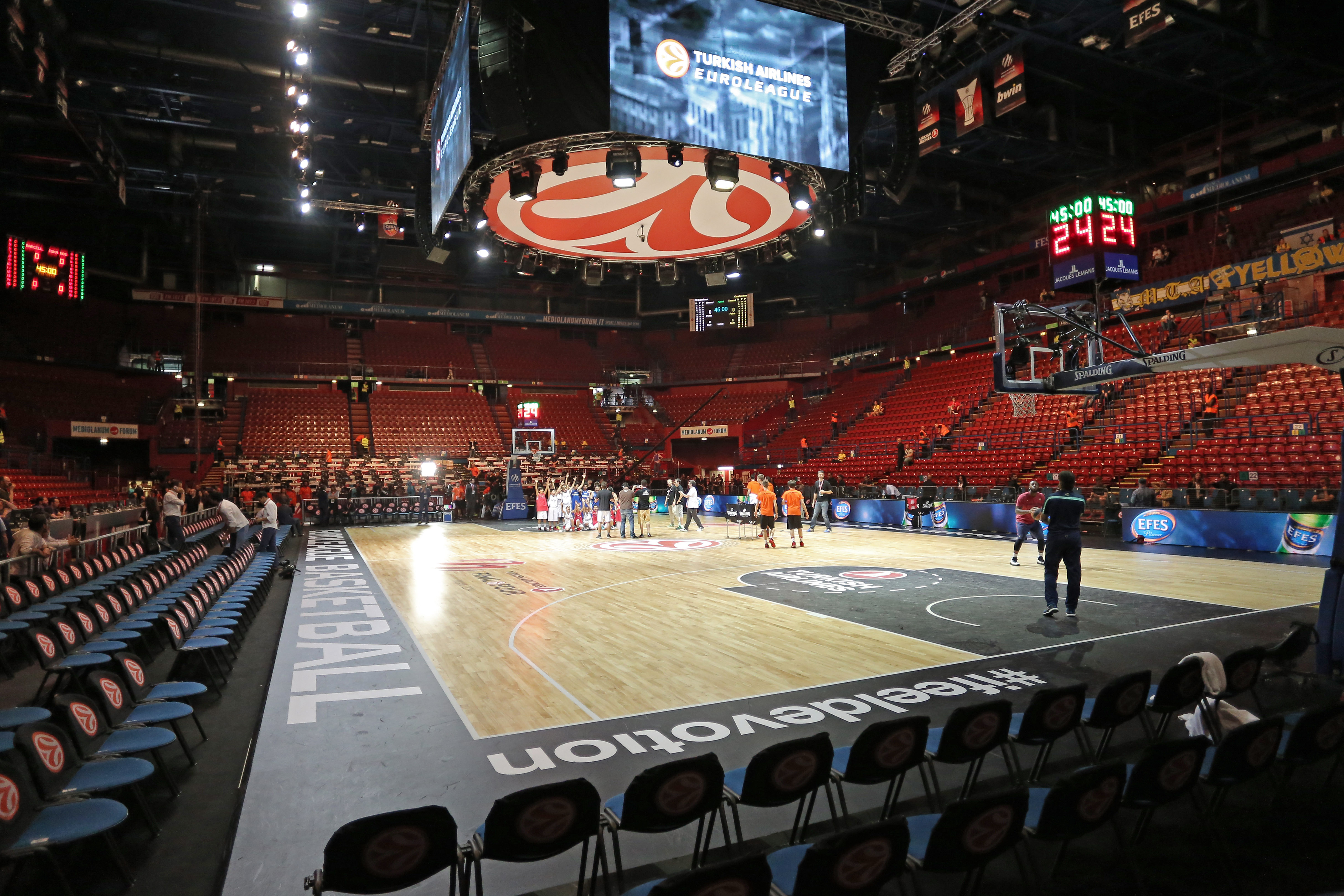